# Masdevallia lamprotyria
Masdevallia lamprotyria är en orkidéart som beskrevs av Willibald Königer. Masdevallia lamprotyria ingår i släktet Masdevallia och familjen orkidéer. Inga underarter finns listade i Catalogue of Life.